# Казачье кладбище (Лиенц)
Казачье кладбище в Пеггеце (нем. Kosakenfriedhof in der Peggetz) — русское мемориальное кладбище, расположенное на берегу горной реки Дравы в районе Пеггец города Лиенц в Австрии. Появилось в 1945 году в результате выдачи казаков в Лиенце. В 28 могилах захоронено около 200—300 казаков и беженцев с территории СССР, в том числе и с Украины. Кладбище обслуживает Австрийский чёрный крест.

## История
Кладбище появилось в июне 1945 года, когда здесь были произведены захоронения. На кладбище был поставлен каменный крест при участии уцелевших при трагедии. В 1948 году архиепископ Венский и Австрийский Стефан (Севбо) заменил крест на памятник..
В последующие годы появились могильные плиты, надгробные кресты из светлого мрамора, территория кладбища была благоустроена и огорожена. В 1951 году на собранные пожертвования был воздвигнут мемориал, который освятил архиепископ Стефан 15 августа 1951 года. Мемориал несколько раз перестраивался, о чем свидетельствуют сохранившиеся фотографии.
Когда в 1953 году был основан «Союз православных», наблюдение за поддержанием порядка на этом кладбище было передано союзу.
В 1955 году — в десятую годовщину выдачи, архиепископ Стефан освятил ограду вокруг кладбища.
Начиная с 1960-х годов, каждый год в этот день здесь собирались на молитву сначала уцелевшие казаки, а потом их дети и внуки, съезжавшиеся из разных частей Русского Зарубежья. В 1960-е годы появилась идея возвести мемориальную часовню, но тогда этого сделать не удалось.
Ежегодно сюда с разных концов света съезжались представители русской диаспоры — из Европы, США, Канады, Австралии: потомки казаков, представители ветеранских организаций, исторических обществ и местных властей, а также простые жители Лиенца. Из России несколько раз приезжала на автобусе большая делегация "Союза казаков". На 2015 год существовал «Союз переживших трагедию в Лиенце», возглавляемый выжившим во время трагедии Михаилом Райнером.
Городские власти выделили бесплатно прилегающий к кладбищу участок для постройки часовни. В 2015 году к 70-летию Лиенцской трагедии на мемориальном кладбище освятили часовню во имя Покрова Божией Материи и святого Цесаревича Алексия.
Память. Согласно проекта историка Штадлера, профессора Зальцбургского университета, планируется на месте моста через Драву сделать музей-галерею с мультимедийным показом трагических событий 1 июня 1945 года. На юбилейные даты трагедии профессор Штадлер проводил временые выставки в центре Лиенца с показом артефактов, собранных у местных жителей и найденных на месте лагерей во время археологических экспедиций. На выставке демонстрировался также документальный фильм с участием свидетеля событий атаманом Кубанского Казачьего Войска За рубежом А.М. Певнева. Среди найденных экспонатов особенно редкими являются дневники, рисунки, казачьи шашки, предметы быта. Данные артефакты также планируется разместить в галерее на мосту возле кладбища. Альтернативным или дополнительным проектом является создание "Казачьего раздела" в местном краеведческом музее в замке на окраине Лиенца. После восстановительных работ на кладбище старые таблички с могил были переданы в Музей Антибольшевистского сопротивления (г. Подольск).